# Obiektyw długoogniskowy

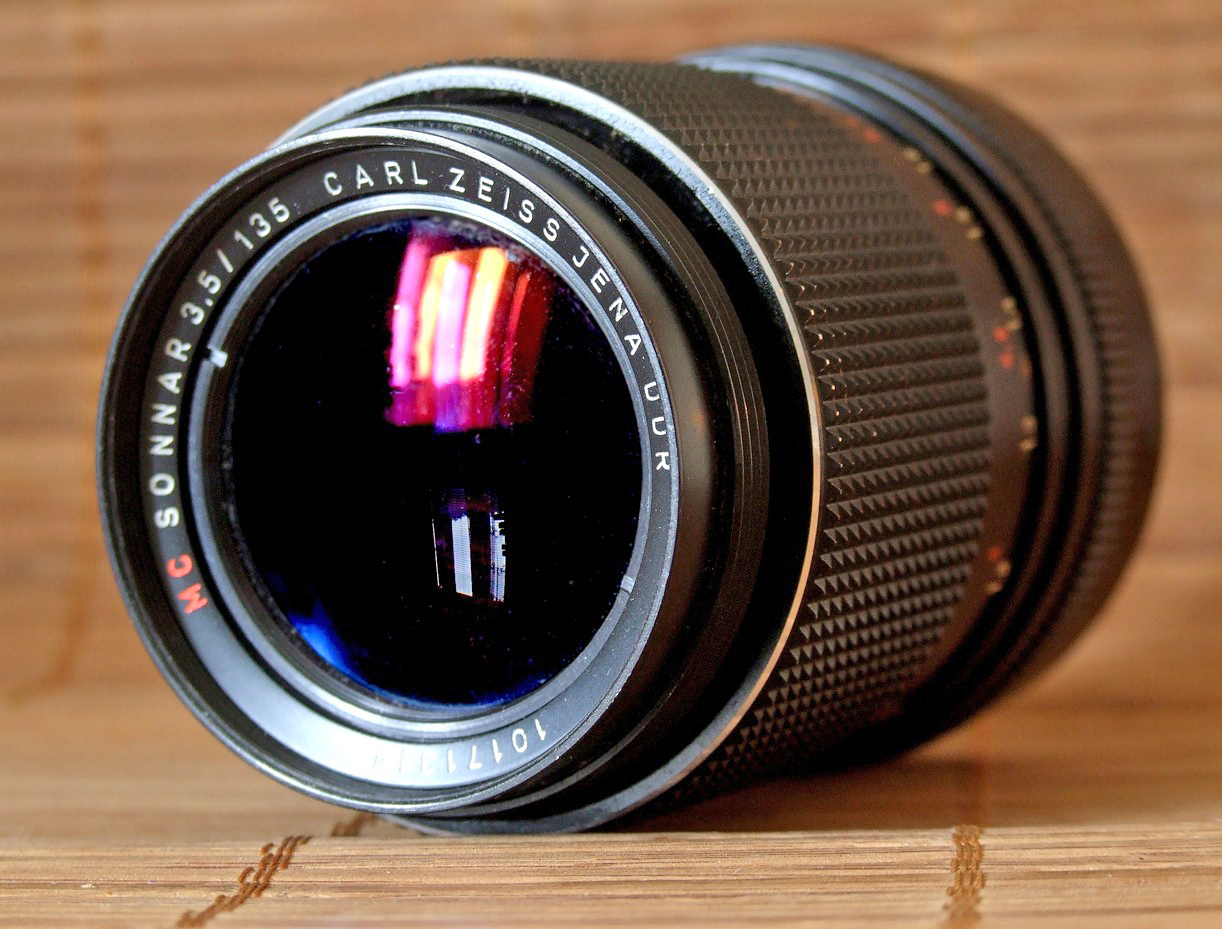
Obiektyw długoogniskowy 135 mm Carl Zeiss Sonnar

Obiektyw długoogniskowy – w optyce jest to każdy obiektyw, którego ogniskowa jest dłuższa od średnicy tworzonego obrazu.
W praktyce fotograficznej jest to obiektyw fotograficzny, w którym dysproporcja pomiędzy ogniskową i średnicą obrazu jest tak duża, że w utworzonym obrazie widoczna jest deformacja perspektywy. Przyjmuje się zatem, że typowe fotograficzne obiektywy długoogniskowe mają ogniskową dłuższą co najmniej dwa razy od średnicy obrazu i nazywa się je, ze względu na zastosowanie, obiektywami wąskokątnymi, czyli obiektywami do fotografowania zbliżeń. Natomiast obiektywy długoogniskowe o ogniskowych krótszych niż w obiektywach wąskokątnych nazywa się, ze względu na ich najczęstsze zastosowanie, obiektywami portretowymi i zazwyczaj zalicza (np. w ofertach handlowych) do grupy obiektywów o ogniskowych zbliżonych do standardowych lub też wydziela w osobnej grupie.
Szczególną postacią obiektywów długoogniskowych są teleobiektywy, czyli obiektywy tak skonstruowane, że całkowita długość obudowy jest znacznie krótsza niż wynikałoby to z ich ogniskowej.
Obiektywy długoogniskowe są wykorzystywane w całym szeregu zastosowań, jednak potocznie używa się tej nazwy w technikach fotograficznych, filmowych i pokrewnych, w innych zaś zastosowaniach podaje się raczej stopień powiększenia obrazu aniżeli odniesienie do proporcji związanych z jego ogniskową.